# Chitrella muesebecki
Chitrella muesebecki är en spindeldjursart som beskrevs av Malcolm och Chamberlin 1960. Chitrella muesebecki ingår i släktet Chitrella och familjen spinnklokrypare. Inga underarter finns listade i Catalogue of Life.